# Kecamatan Sagaranten
Kecamatan Sagaranten är ett distrikt i Indonesien.   Det ligger i provinsen Jawa Barat, i den västra delen av landet, 110 km söder om huvudstaden Jakarta.